# Медаль «Союзные России»
Медаль «Союзные России» или «Для старшин североамериканских диких племён» — награда Российской империи, которая предназначались для раздачи вождям североамериканских племён, имевшим отношения с Российско-американской компанией.

## Основные сведения
Медаль учреждена по указу императора Александра I 15 августа 1806 года. Повеление об учреждении награды было сообщено министру финансов министром коммерции. Одновременно была учреждена медаль «За путешествие вокруг света 1803−1806». Первоначально предполагалось чеканить медали «Союзные России» из олова или меди, но по высочайшему повелению от 5 сентября 1806 года в качестве материала нужно было использовать серебро.
Награждения производились через Российско-американскую компанию. Запасом этих медалей распоряжался главный правитель Русской Америки Александр Андреевич Баранов. В 1811 году такие медали получили вожди индейских племён Северной Калифорнии, уступившие Российской-американской компании участок земли около залива Сан-Франциско, где позже был построен Форт-Росс.

## Описание медали
Диаметр 40 мм. На аверсе медали изображён двуглавый орёл с распущенными крыльями, увенчанный императорской короной. На груди орла щит, висящий на ленте, на щите монограмма Александра I. На реверсе надпись в две строки: «СОЮЗНЫЕ РОССІИ», под надписью черта. Общее количество отчеканенных медалей неизвестно.
Известны варианты медали, отличающиеся меньшим диаметром (36 мм), большей толщиной, деталями в изображении орла на аверсе. Кроме того, есть сведения о медалях, изготовленных из меди или олова. Возможно, такие медали чеканились неофициально, позднее и средствами самой Российско-американской компании.

## Порядок ношения
Медаль имела ушко для крепления к ленте. Носить медаль следовало на шее, на Владимирской ленте.

## Изображения медали

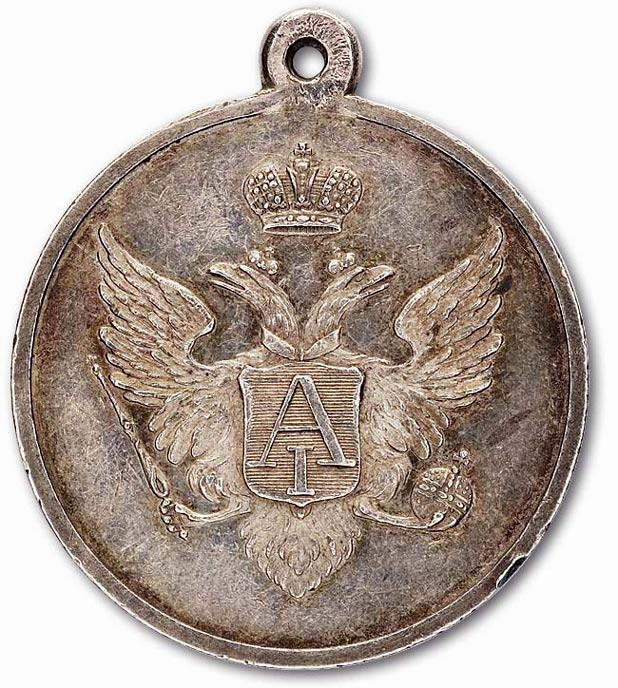
Аверс
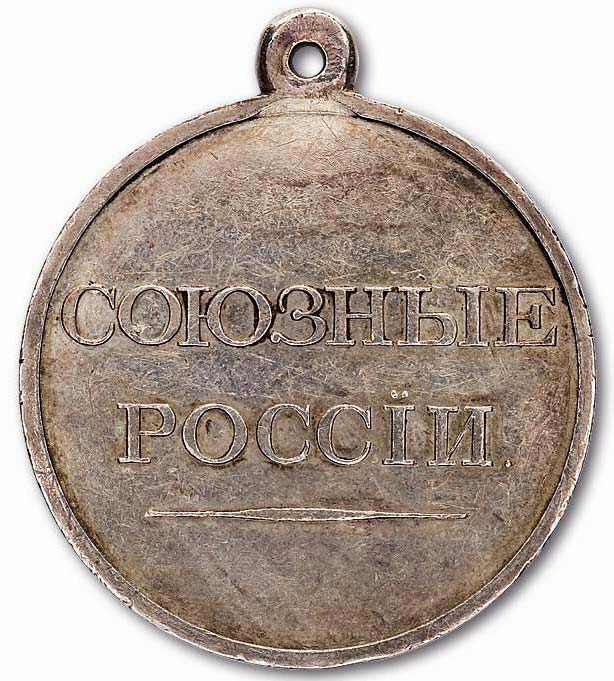
Реверс